# La Croix-sur-Gartempe
La Croix-sur-Gartempe (tiếng Occitan: La Crotz) là một xã của tỉnh Haute-Vienne, thuộc vùng Nouvelle-Aquitaine, miền trung nước Pháp.